# Gennadij Gagulija
Gennadij Gagulija (plným jménem Gennadij Leonid-ipa Gagulija, abchazsky: Геннадии Леонид-иԥа Гагәлиа, gruzínsky: გენადი გაგულია; 4. ledna 1948 – 8. září 2018) byl abchazský politik a premiér Abcházie. V této funkci působil třikrát, poprvé to bylo v letech 1995 až 1997, podruhé byl předsedou vlády jen zhruba na půl roku v letech 2002 až 2003. Naposledy působil jako premiér v roce 2018, než tragicky zemřel při autonehodě. Byl též dlouholetým ředitelem abchazské obchodní komory.

## Biografie
Gagulija se narodil v Lychny, v obci poblíž okresního města Gudauta. Studoval na Běloruském národním polytechnickém institutu, kde v roce 1972 získal diplom inženýra ve strojírenství. V letech 1973 až 1977 pracoval v podniku Strojmaster nejprve jako stavební dozor, později jako hlavní inženýr a nakonec jako ředitel celého strojírenského oddělení. V letech 1977 až 1986 působil jako zástupce ředitele v abchazské společnosti Kombinat Obščestvennogo Pitanija Ozera Rica (cestovní ruch u jezera Rica). Poté byl až do roku 1991 předsedou svazu spotřebitelů okresu Gudauta.
Kvůli měnícím se poměrům v Abchazské ASSR vstoupil do politiky a na léta 1991 až 1992 vzal funkci ve státním výboru ekonomických zahraničních věcí při radě ministrů Abchazské ASSR. Poté, co Abcházie vyhlásila v roce 1992 nezávislost na Gruzii, se stal místopředsedou rady ministrů Abcházie, přičemž byl během války v letech 1992 až 1993 členem výboru pro obranu, kde měl na starost hlavně distribuci potravin obyvatelům a vojákům, hlavně v době, kdy Abcházie ovládala pouze malou část své země (okresy Gudauta a Tkvarčeli).

### Premiér Abcházie
Po skončení války a přijetí ústavy v listopadu 1994 se stal prvním člověkem, jenž zaujal místo premiéra separatistické a de facto nezávislé Abcházie. Do funkce byl však uveden až v lednu 1995. Ve své nové roli měl na starost hlavně vyjednávání o budoucnosti Abcházie s oběma svými sousedy, tedy s Gruzií a s Ruskou federací, popř. i s mezinárodními organizacemi. Vyjednávání za abchazskou stranou vykonával vždy osobně. Během svého působení byl vnímaný jako velmi silně proruský.

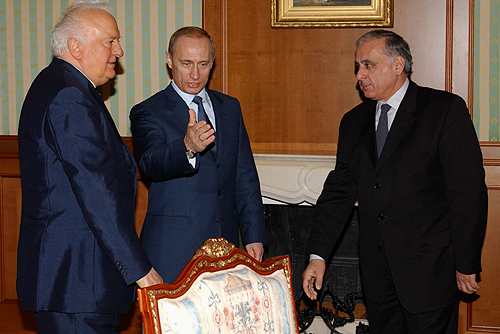
Gennadij Gagulija (vpravo) na jednání s prezidentem Ruska Vladimirem Putinem (uprostřed) a prezidentem Gruzie Eduardem Ševardnadzem (vlevo).

V roce 1997 však náhle podal demisi ze zdravotních důvodů. Po ukončení angažmá v politice byl jmenován předsedou abchazské obchodní komory, kde setrval pět let. Poté se do politiky vrátil, když byl premiér Anri Džergenija, s jehož prací nebyl prezident Vladislav Ardzinba zřejmě spokojený, odvolán z funkce, navíc prezidenta patrně znervózňovaly Džergenijovy ambice a upřednostňování ruských zájmů před abchazskými. Prezident tedy jmenoval do funkce premiéra právě Gaguliju. V době jeho vlády došlo k dalšímu kolu vyjednávání ohledně statutu a budoucnosti Abcházie a mandátu mírových jednotek. Došlo k jednání prezidentů Ruska (Vladimir Putin) a Gruzie Eduard Ševardnadze) a Gaguliji, kdy mělo dojít k nastavení kroků k rozuzlení gruzínsko-abchazského konfliktu, k opětovnému napojení abchazských železnic na gruzínské, k pozvolnému návratu gruzínských uprchlíků do Abcházie, k modernizaci vodní elektrárny na řece Inguri. Sám Gagulija byl z průběhu těchto jednání optimistický, avšak k problematice uprchlíků dodal, že se jich již vrátilo kolem 50 tisíc a k přijetí dalších by bylo nutné nejprve mohutně podpořit abchazskou ekonomiku. K naplnění těchto dohod nikdy nedošlo vlivem Revoluce růží v Gruzii a později i vlivem dalekosáhlé změny ruské politiky vůči Abcházii.
Jeho druhé funkční období bylo krátké, trvalo jen necelých šest měsíců. K večeru dne 7. dubna 2003 totiž podala celá Gagulijova vláda demisi v reakci na hromadný útěk vězňů, z nichž čtyři byli odsouzeni k trestu smrti za účast v Kodorské krizi v roce 2001. Prezident Ardzinba rezignaci vlády zprvu odmítnul přijmout, ale byl nakonec o den později přinucen pád vlády akceptovat. Vicepezident Valerij Aršba popřel, že důvodem k rezignaci byl útěk vězňů, ale vláda rezignovala kvůli plánům opozice (nejvíc aktivní bylo hnutí Amcachara) uspořádat na 10. duben rozsáhlé protesty obyvatel, u kterých byla Gagulijova vláda značně neoblíbená kvůli své hospodářské politice a kvůli nekompetentnosti.

### Kariéra po odchodu z vrcholné politiky
Gagulija byl po jmenování nové vlády a hlavně poté, co 15. prosince 2003 skončil ve funkci ředitele prezidentské kanceláře Miron Agrba, dosazen právě na jeho místo. Ani zde však nesetrval dlouho. Už po půl roce, konkrétně 18. června 2004, rezignoval na funkci s vysvětlením, že se objevil určitý scénář uspořádání Abcházie po volbách, do kterého on nezapadá. Dříve se předpokládalo, že by Gagulija mohl být Ardzinbovým nástupcem v prezidentské funkci, jenže ten se rozhodl k podpoře Raula Chadžimby.
24. června 2004 byl opět jmenován ředitelem abchazské obchodní komory, kde nahradil dosavadního šéfa Jurije Aqabu. V této funkci působil až do jara 2018. Za ta léta se mimo jiné prostřednictvím této organizace snaží v zahraničí popularizovat Abcházii, popřípadě lákat investory.

### Potřetí premiérem a úmrtí
Dne 24. dubna 2018 se prezident Abcházie Raul Chadžimba rozhodl udělat významné změny ve vládě a dekretem jmenoval staronovým premiérem právě Gennadije Gaguliju.
Dne 8. září 2018 po 22. hodině místního času premiér Gagulija zemřel následkem autonehody nedaleko obce Mysra v okrese Gudauta v Abcházii během převozu do nemocnice, když se vracel spolu s prezidentem Chadžimbou z pracovní cesty do Sýrie, jež nedlouho předtím uznala nezávislost Abcházie. Dle očitých svědků nehody došlo ke srážce s protijedoucím vozidlem VAZ 21099, jehož řidič při průjezdu vládní kolony ztratil nad řízením kontrolu. Ostatní v havarovaném automobilu, jež po nárazu skončilo v příkopu, byli se zraněním převezeni do nemocnice. Dle Daura Amičby, náměstka generálního prokurátora Republiky Abcházie, byl za viníka nehody označen 22letý místní obyvatel Hadžarat Tarsman z obce Zvandrypš, jenž řídil automobil VAZ 21099 bez řidičského oprávnění, bez průkazu dokládajícího vlastnictví automobilu a pod vlivem drog. Tarsman byl po nehodě zadržen, umístěn do cely předběžného zadržení a obviněn z řízení a ze zabití z nedbalosti pod vlivem omamných látek.
Gagulija byl 12. září 2018 pohřben v rodném Lychny. V Gudautě byl uspořádán oficiální státní pohřeb, jehož se účastnili veřejnost i zahraniční hosté jako ruský ministr pro severokavkazské záležitosti Sergej Čebotarjov a jihoosetský premiér Erik Puchajev.